# Église Sainte-Pudentienne de Châlons-en-Champagne

L  église Sainte-Pudentienne est un édifice catholique de la Marne. Elle est située 6, rue de Fagnières à Châlons-en-Champagne.

## Historique
À la suite du développement du quartier de Petit-Fagnières au XIXe siècle. Une nouvelle église est bâtie 1824, l'arrivée du chemin de fer amplifie ce développement et une nouvelle paroisse indépendante de celle de st-Etienne est créée en 1907. Elle a besoin d'une église plus importante et des travaux débutent en 1927 sur les plans de l'architecte Etienne Eugène Sallé et fut bénie en 19 octobre 1930. 

## Architecture
Elle est construite en pierre meulière et une voûte en béton armé dans un style art-déco.  

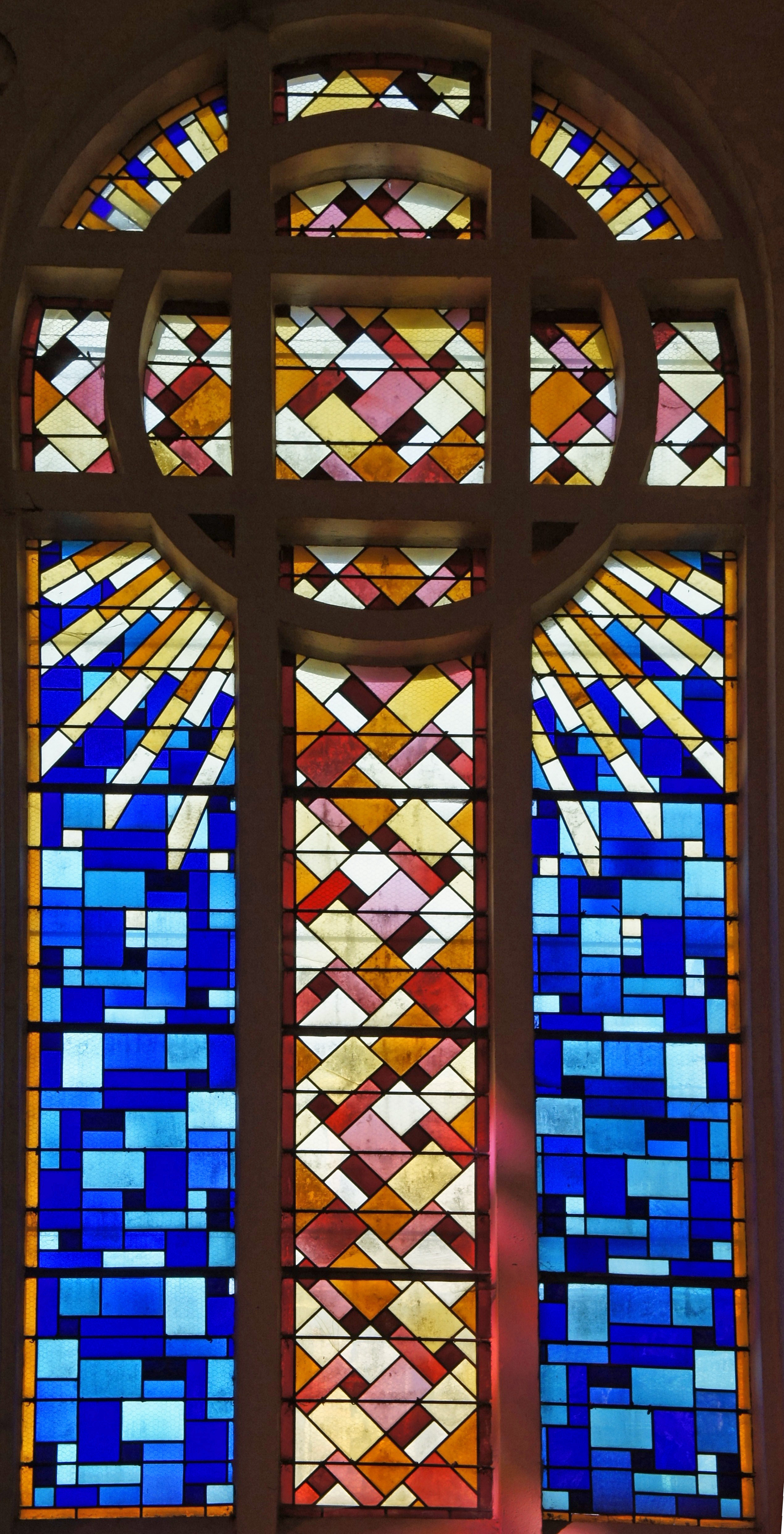
Vitrail des saisons.
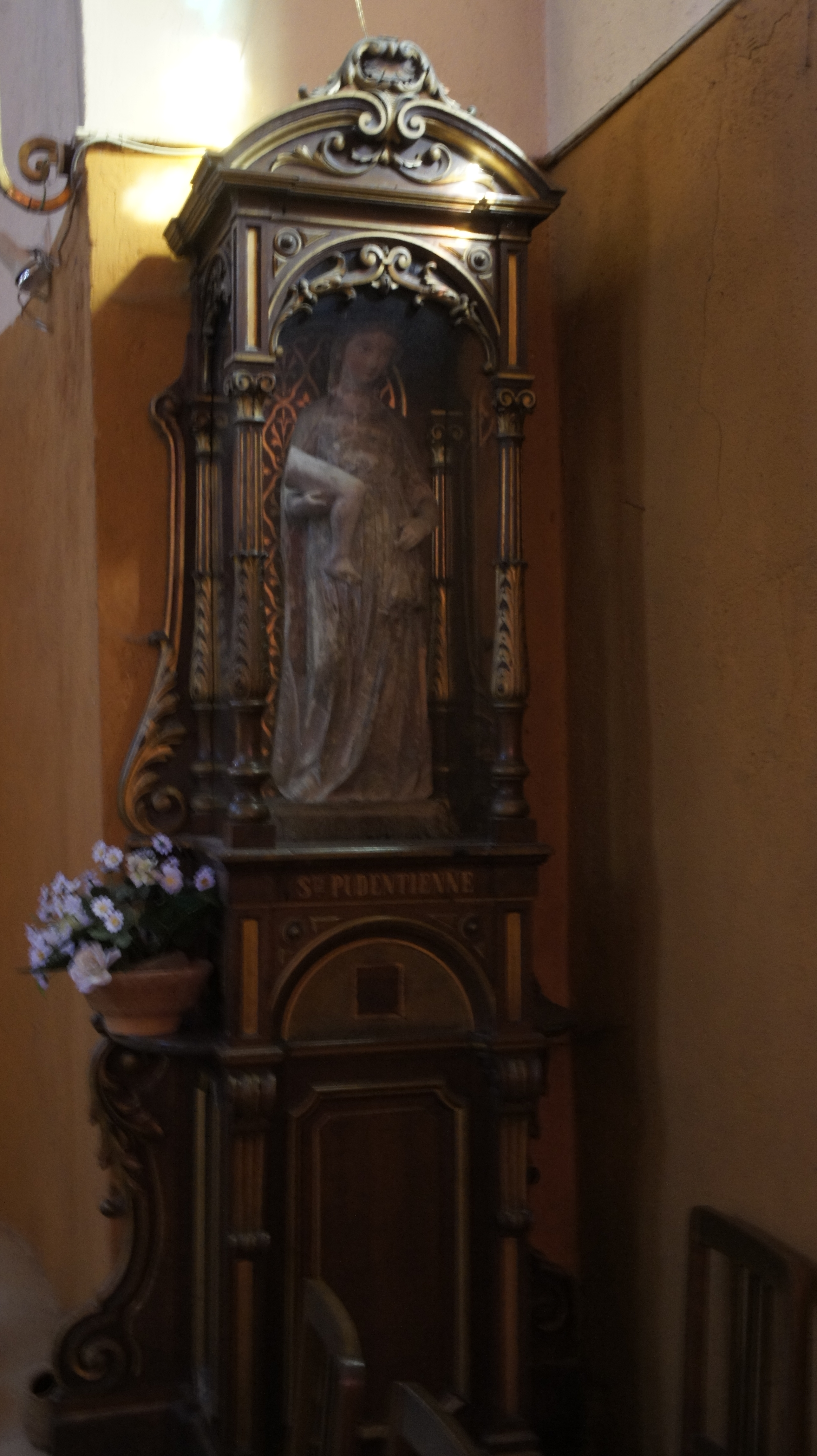
Sainte Pudentienne.
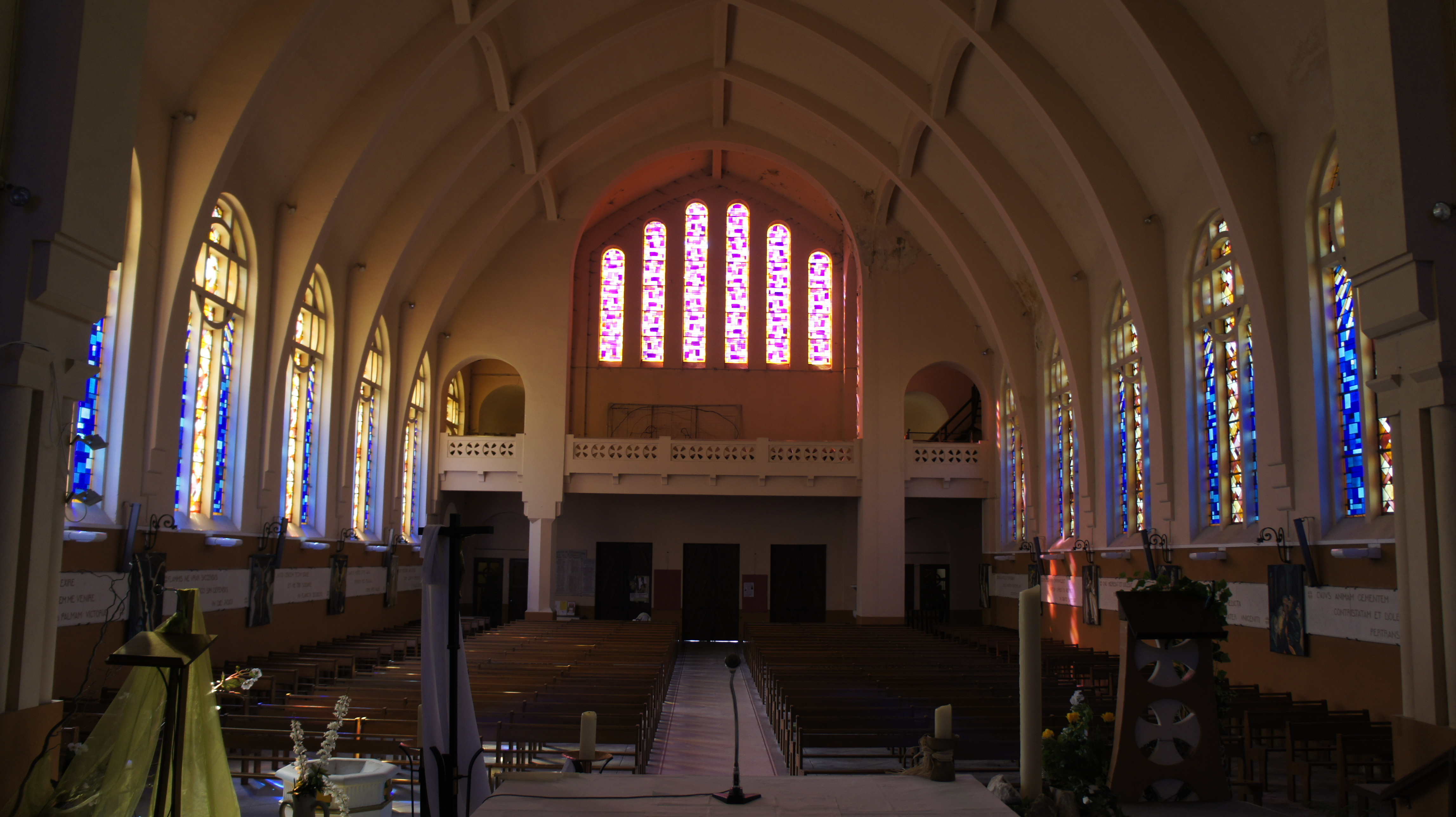
La nef.